# Polyozellus
Polyozellus là một chi nấm trong họ Thelephoraceae. Là một chi đơn loài, nó chứa một loài Polyozellus multiplex duy nhất, được mô tả lần đầu tiên vào năm 1899. Các cơ quan quả đặc trưng của loài này bao gồm cụm mũ nấm hình cái thìa hoặc cái bình có màu từ tím đến xanh da trời với nhiều vân nhăn trên bề mặt chạy xuống theo chiều dài của thân cây.
Polyozellus đã có một lịch sử phân loại khác nhau và đã được phân loại lại nhiều lần trong nhiều họ và cả và nhiều chi. Phạm vi phân bố của Polyozellus bao gồm Bắc Mỹ và Đông Á, nơi P. multiplex có thể được tìm thấy mọc trên mặt đất trong các khu rừng tùng bách, thường là cây vân sam và linh sam theo cây. Nó là một loài ăn được, và đã được thu hoạch cho mục đích thương mại. Polyozellus multiplex chứa các hợp chất hoạt tính sinh học polyozellin, cho thấy có nhiều đặc tính sinh lý, trong đó có tác dụng ức chế về bệnh ung thư dạ dày.